# All the Time (canción de Zara Larsson)
«All the Time» es una canción interpretada por la cantante y compositora sueca Zara Larsson. TEN y Epic lanzaron el sencillo oficial el 21 de junio de 2019. La canción fue compuesta por Larsson junto a Noonie Bao e Ilsey Juber y producida por Linus Wiklund. Inicialmente la canción fue lanzada como un sencillo independiente de su tercer álbum Poster Girl, pero finalmente fue incluida en la edición japonesa.

## Recepción

### Comentarios de la crítica
Un comunicado de prensa de la canción señaló que la canción presenta «una entrega dinámica de Zara sobre sintetizadores brillantes y alegres, mientras que los versos brillantes dan paso a un estribillo impulsado por guitarra». Mike Wass, de Idolator, describió a la canción como un «recuerdo a puro pop despreocupado de «Lush Life», aunque con un lado de desamor».

## Promoción
El 26 de mayo de 2019, Larsson interpretó la canción durante su setlist en el festival musical BBC Radio 1's Big Weekend.
Larsson anunció el lanzamiento de la canción en las redes sociales el 14 de junio, el mismo día en que se lanzó «A Brand New Day», su colaboración con boy band de Corea del Sur BTS.

### Vídeo musical
Se lanzó un vídeo musical de «All the Time» para promocionar el sencillo. Cuenta con tres personajes de corista interpretados por Larsson bailando con un fondo de neón y serpentinas metálicas de color rosa.

### Remixes
El 5 de julio de 2019, el dj holandés Don Diablo lanzó un remix de la canción, la cual se encuentra tanto en el canal dj como en el canal de YouTube de Larsson.

## Posicionamiento en las listas

### Semanales
| Canadá         | Billboard CHR/Top 40             | 38 |
| Escocia        | Official Charts Company          | 36 |
| Estados Unidos | Billboard Adult Top 40           | 37 |
| Estados Unidos | Billboard Dance/Mix Show Airplay | 2  |
| Estados Unidos | Billboard US LyricFind Global    | 23 |
| Estados Unidos | Billboard Mainstream Top 40      | 25 |
| Irlanda        | IRMA                             | 57 |
| Letonia        | Latvijas Top 40                  | 3  |
| Nueva Zelanda  | Recorded Music NZ                | 14 |
| Países Bajos   | Single Tip                       | 24 |
| Países Bajos   | Tipparade                        | 20 |
| Reino Unido    | Official Charts Company          | 58 |
| Suecia         | Sverigetopplistan                | 19 |
| Venezuela      | Record Report Top Anglo          | 41 |

### Anuales
| Portugal | AFP | 2348 |

## Certificaciones
| País    | Organismo certificador | Certificación | Ventas certificadas | Simbolización | Ref.   |
| ------- | ---------------------- | ------------- | ------------------- | ------------- | ------ |
| Brasil  | Pro-Música Brasil      | Oro           | 20 000              | ●             | [ 23 ] |
| Noruega | IFPI                   | Oro           | 30 000              | ●             | [ 24 ] |
| Suecia  | GLF                    | Oro           | 20 000              | ●             | [ 25 ] |

## Historial de lanzamientos
| Región         | Fecha               | Formato                     | Discográfica | Ref.   |
| -------------- | ------------------- | --------------------------- | ------------ | ------ |
|                | 21 de junio de 2019 | Descarga digital, streaming | TEN, Epic    | [ 2 ]  |
| Estados Unidos | 25 de junio de 2019 | Top 40 Radio                | Epic         | [ 26 ] |